# هانس اشمیت (سرلشکر)
هانس اشمیت (زاده ۱۴ مارس ۱۸۹۵ – درگذشته ۲۸ نوامبر ۱۹۷۱) یکی از ژنرال‌های ورماخت در طول جنگ جهانی دوم بود. او همچنین به دلیل خدمات خود صلیب شوالیه صلیب آهنین آلمان نازی را دریافت نمود. او در حفاظت از پل پگاسوس شرکت داشت، که در انجام آن شکست خورده و اسیر شد.

## افتخارات
- صلیب شوالیه صلیب آهنین در ۱۶ اکتبر ۱۹۴۴ با درجه سپهبدی و فرماندهی لشکر ۲۷۵ پیاده‌نظام[۱]